# Filogaso
Filogaso (Filogàsi o Filogàsu in calabrese) è un comune italiano di 1 322 abitanti della provincia di Vibo Valentia, in Calabria. 

## Geografia fisica
Il paese si trova sul crinale di una collina, spartiacque naturale tra i versanti del Mesima e dell'Angitola, a pochi chilometri dalle Serre Calabresi occidentali, a 283 metri sul livello del mare. Osservato dall'alto dei monti circostanti appare proprio come un filo di case, oggi un po' di meno per l'allargamento dell'abitato. Il paese si trova su un'antica duna marina di sabbia, resti del mare che alcune migliaia di anni fa circondava le emergenti cime dell'appennino calabrese.
Secondo alcuni intellettuali del luogo il paese deriverebbe il nome attuale dal greco “terra amabile” o "amico della terra" . Ma è solo un modo di nobilitare il nome umile e semplice del proprio paese: "Fil'e' case", come viene riportato da tutti i documenti dal seicento al 1800, anteriori all'unità d'Italia, cioè filo di case, così infatti appare il paese, una fila di case lungo il crinale del colle, salvo le recenti aggiunte.
Nel 1445 Filogaso diviene terra (comune) e Sant'Onofrio e Stefanaconi passarono suoi casali;
insieme a Panajia era compreso nella vasta Contea d'Arena.}
Il quartiere a est, prima del burrone che porta a San Nicola da Crissa, si chiama Panaghia, nome della località di origine greca (Madonna) che era insediata in quella zona e che fu devastata dal terremoto molto più della adiacente Filogaso. Per alcuni secoli la località fu denominata più spesso Panaghia che Filogaso, tanto che ancora oggi gli abitanti più anziani tendono a differenziarsi fra "panaghioti " e "filogasoti".
Sull'antichità della vita civile in Filogaso non c'è dubbio: basta andare al museo di Reggio Calabria, ove al secondo piano è esposto il "Tesoro di Filogaso", resti del tesoro in monete d'oro trovato negli anni '30, contenente monete datate dal IV secolo a.C., al II secolo d.C.
Qualcuno era così ricco da nascondere le monete in quegli anni che furono burrascosi per la Calabria particolarmente per le rivolte degli schiavi, in particolare quella di Spartaco, anche nel corso della vita pacifica dell'impero romano, nel II secolo d.C.
Ma la vita naturale è antichissima. Nel territorio di Filogaso è comunissimo imbattersi in conchiglie e resti della barriera corallina, che abitavano il mare che copriva la conca alcune migliaia di anni fa.
In particolare una roccia, denominata "pietra carcina" dagli abitanti, è il resto della barriera corallina, porosa, attraversata dai resti e dai cunicoli di migliaia di minuscoli animali. Gli abitanti, interpretandola per la sua leggerezza e la sua porosità come qualcosa di miracoloso, la usano per costruire presepi, ma anche come elemento decorativo di chiese e case.
Poi le terre sono emerse, e si sono ricoperte di boschi, e l'attività dell'uomo portò alla coltivazione intensiva, anche in presenza di zone malariche.
L'antica duna, con orientamento approssimativo est - ovest, è costeggiata da due profondi valloni, uno dei quali bagnato dal torrente Fallà, che confluisce nella località chiamata "cicco o diavolu" con l'Angitola.
L'altro vallone, a sud, si alimenta della fonte detta "Zufrò "e da altre sorgenti minori, e confluisce in una zona, oggi una piantagione di pioppi, detta "Lago", con tutta evidenza una palude malarica fino ad anni recenti.
Moltissime le sorgenti nell'abitato.
All'interno del comune di Filogaso è presente una risorsa naturale molto bella e importante dal punto di vista naturalistico: il Fallà. Si tratta di selvose colline di lecci che vanno ad unirsi, andando verso est, alla catena delle Serre calabresi.
Il clima di Filogaso è di tipo mediterraneo. Gli inverni sono poco freddi, piovosi e umidi. Le estati calde e siccitose. Le precipitazioni hanno un massimo tra autunno e inverno e si attestano sui 1000 millimetri annui. La temperatura media annua si aggira sui 16 gradi.

## Storia

### Origini degli abitanti
Senza dubbio, visto l'attestata presenza umana nelle epoche storiche della repubblica e dell'impero romano, un nucleo bruzio/greco/italiota ha abitato per secoli la zona, anche se non sono note necropoli, se non tracce sporadiche.
Durante il periodo bizantino, questi antichi casali si affollarono degli abitanti della costa, che fuggivano i saraceni, l'impaludamento delle coste, il passaggio di orde barbariche, le guerre ricorrenti.
La zona fu abitata anche da monaci ed eremiti dei primi secoli cristiani.
Gli emirati saraceni di Tropea ed Amantea, molto vicini, per secoli insidiarono la vita degli abitanti, con il ricorrente pericolo di razzie.
L'epoca normanno/sveva fu un periodo di relativa calma e di sviluppo, ma in seguito si sviluppò il feudalesimo, che non migliorò la vita economica di quelle zone.
Alcuni cognomi attuali - Teti, Sergi, ad esempio - ricordano i cognomi greci della zona dello Ionio, e fanno pensare che in anni recenti ci sia stata un'immigrazione di famiglie provenienti dall'altro lato del mare. Altri cognomi - ad esempio Stilo, Nano - ricordano una possibile immigrazione di Albanesi (come il termine "rughe", via in Albanese, usato dagli abitanti).
Molti nomi di località rurali (Iona, Zufrò, ecc..) sono praticamente nomi greci, e quindi provano una recente esistenza di un nucleo greco.

### Evidenze storiche sul terreno
Si chiama Panaghia, alla greca, il quartiere a Est, prima del vallone che porta a San Nicola. Si tratta del nome della Madonna Santissima, e nella carta d'Italia del 1700, è riportato questo nome per la località. Nella zona c'era una chiesa dedicata alla Madonna Immacolata, caduta con i terremoti del '600 e '700 che devastarono questa zona. Oggi sul luogo della chiesa c'è una piazza pubblica con una statua della Madonna. Sotto ancora i resti della cripta.
Sul posto del locale cimitero sono ancora visibili, sparsi a terra decorazioni e lesene provenienti da uno dei tanti conventi seicenteschi crollati con i terremoti, preesistenti al cimitero stesso (via Cappuccini).
Nella campagna, oltre alle fonti, ci sono i resti di alcune chiesette di campagna, ancora oggi oggetto di devozione; famosa la chiesetta detta "all'arco", caduta con il terremoto del 1909, di cui restano l'abside a terra.

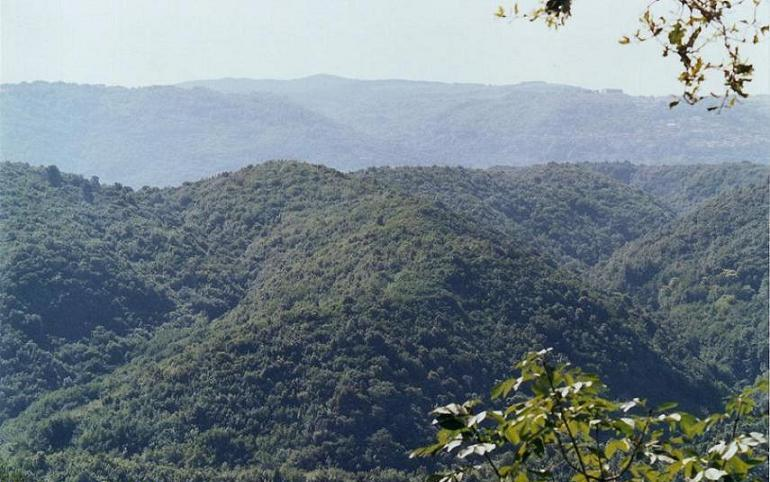

## Monumenti e luoghi d'interesse

### Architetture religiose
- Chiesa di Santa Maria del Carmine
- Chiesa di Sant'Agata
- Chiesa di San Francesco di Paola

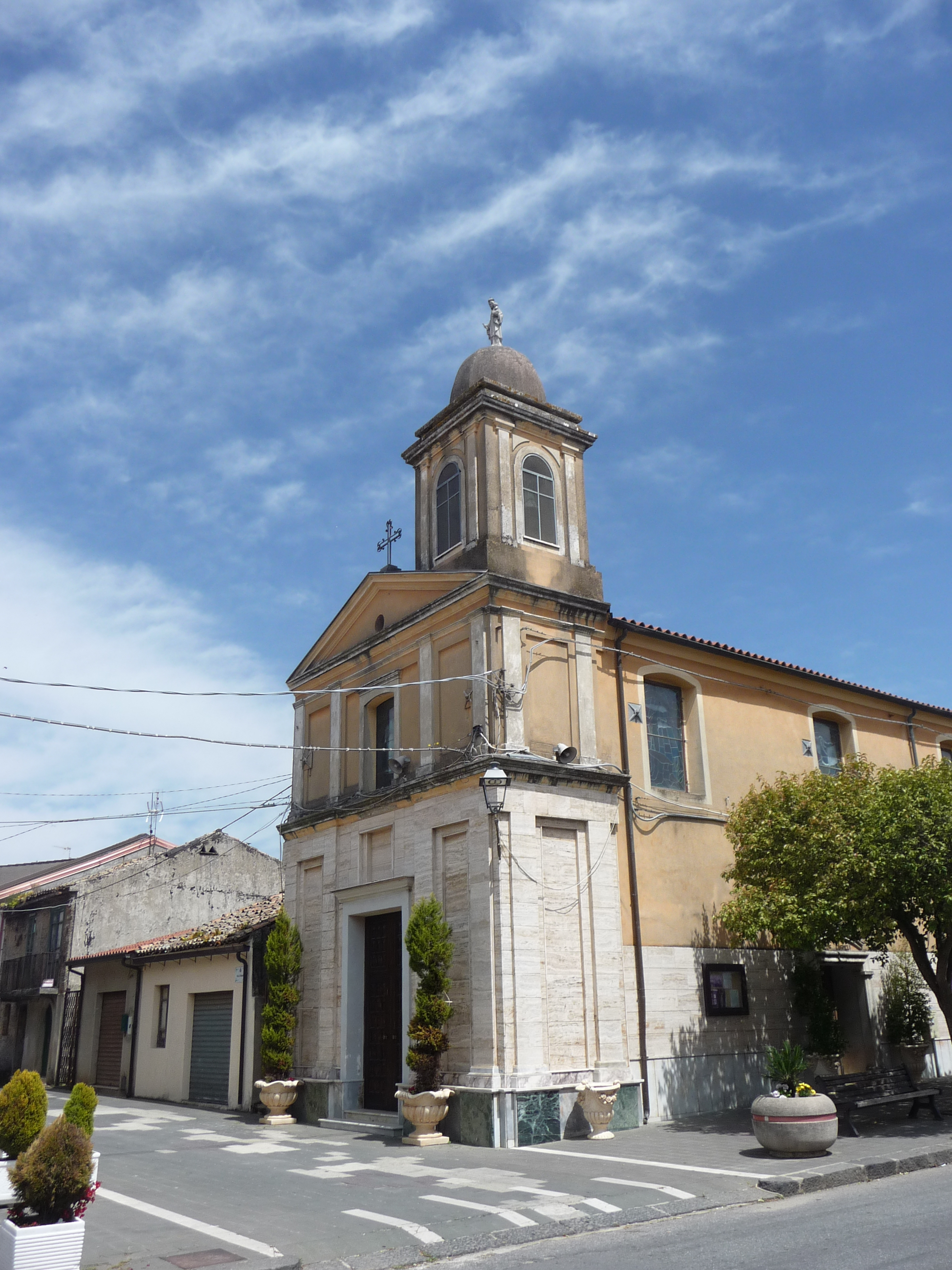
Santa Maria del Carmine
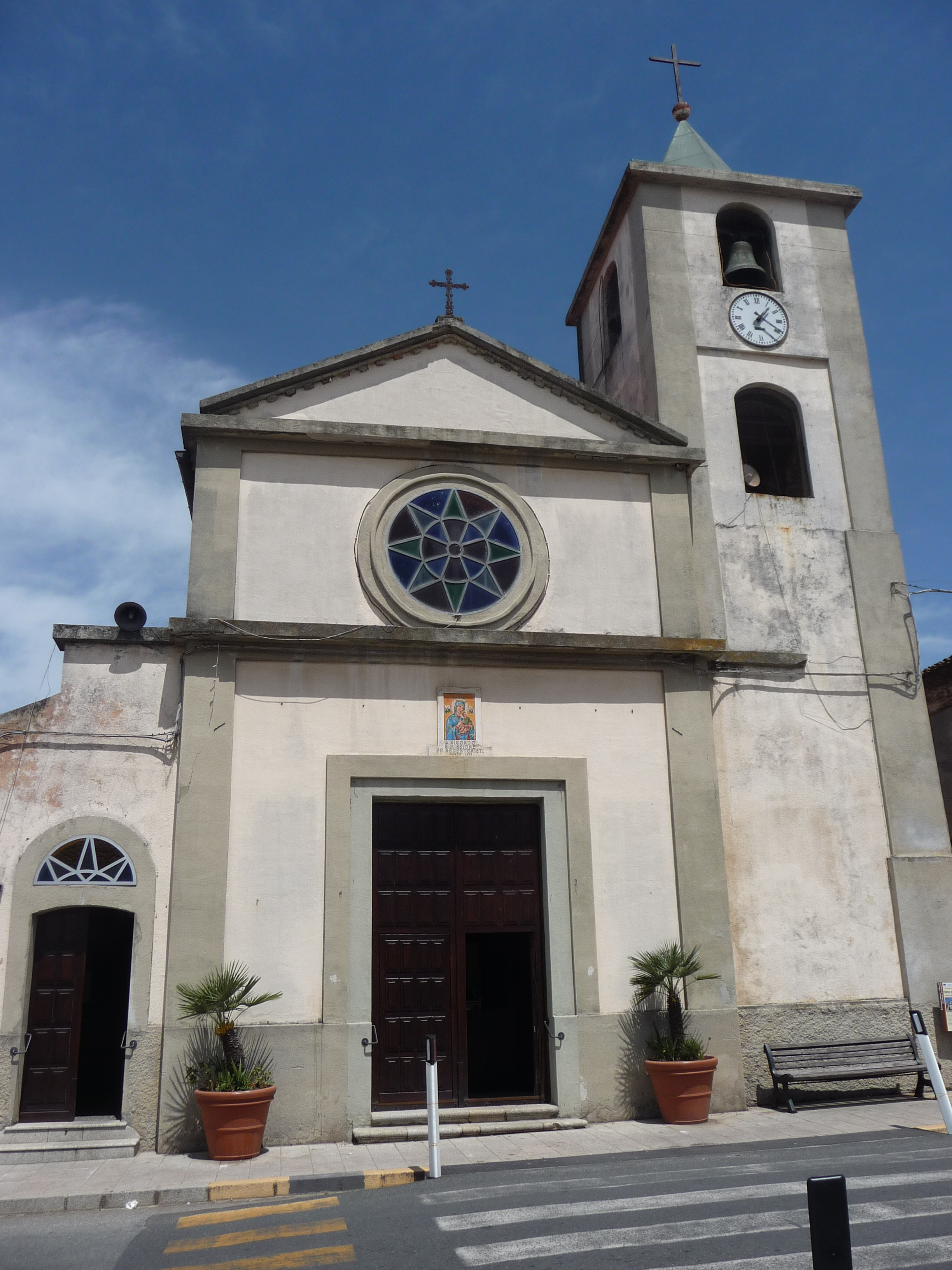
Sant'Agata
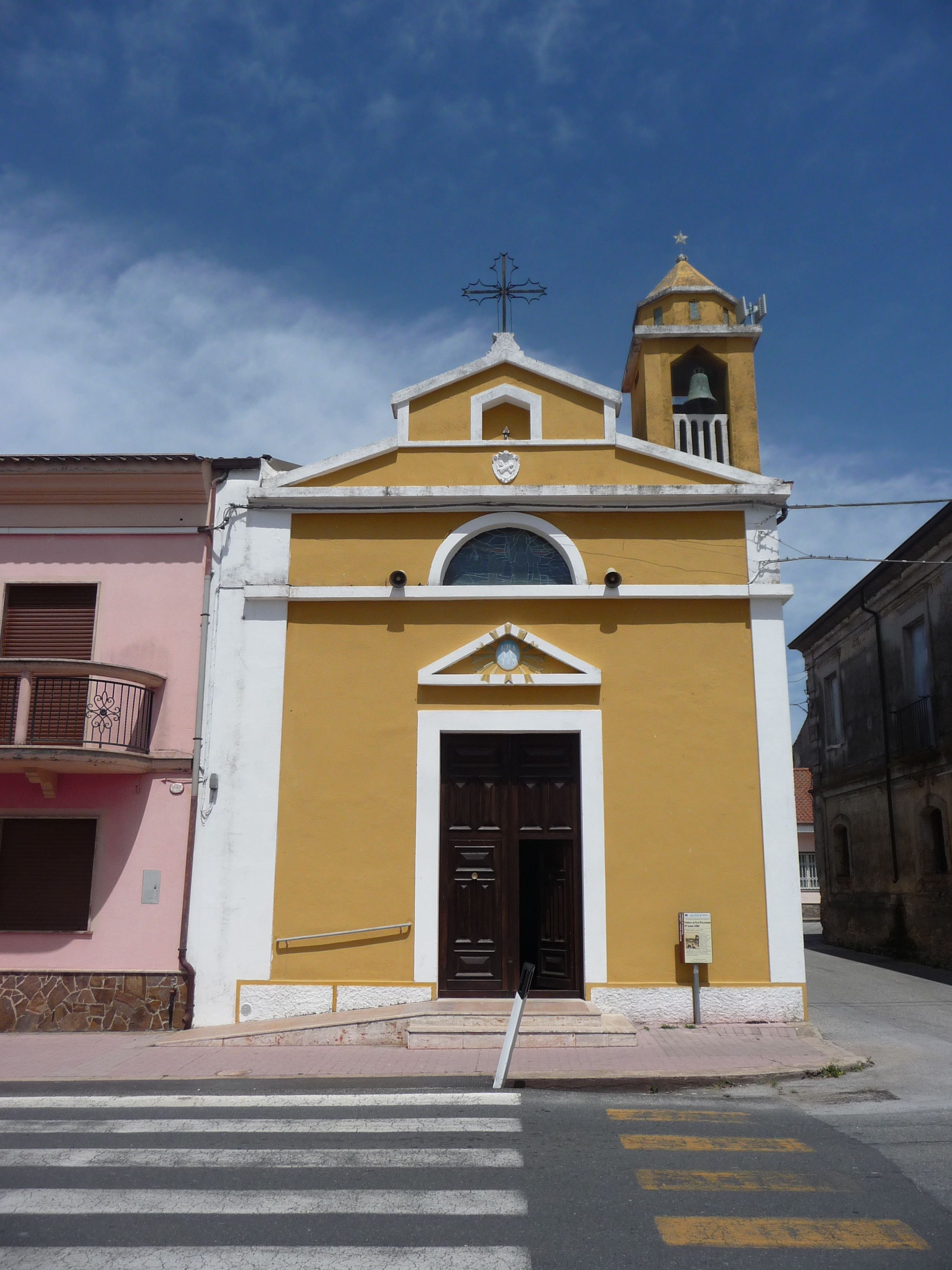
San Francesco di Paola

## Società

### Evoluzione demografica
Abitanti censiti

## Infrastrutture e trasporti
Il comune è collegato con le strade provinciali 4, 54 e 65.

## Amministrazione
| Periodo          | Periodo        | Primo cittadino         | Partito                                 | Carica  | Note |
| ---------------- | -------------- | ----------------------- | --------------------------------------- | ------- | ---- |
| 16 novembre 1997 | 27 maggio 2002 | Vincenzo Luberto        | lista civica                            | sindaco |      |
| 27 maggio 2002   | 28 maggio 2007 | Antonio Rizzo           | lista civica di centro                  | sindaco |      |
| 28 maggio 2007   | 7 maggio 2012  | Giuseppe Francesco Teti | lista civica                            | sindaco |      |
| 7 maggio 2012    | 11 giugno 2017 | Antonio Barba           | lista civica "Liberamente per Filogaso" | sindaco |      |
| 11 giugno 2017   | 12 giugno 2022 | Massimo Trimmeliti      | lista civica "Siamo Filogaso"           | sindaco |      |
| 12 giugno 2022   | in carica      | Massimo Trimmeliti      | lista civica "Siamo Filogaso"           | sindaco |      |

## Sport

### Calcio
La principale squadra di calcio della città è l'A.S.D. Filogaso 2004 che milita nel girone A calabrese di Promozione. È nata nel 2004.